# Mats Aronsson
Pour les articles homonymes, voir Aronsson.
Mats Aronsson (né le 16 août 1951 en Suède) est un joueur de football suédois.
Il est connu pour être devenu le meilleur buteur de l'Allsvenskan en 1977 ex æquo avec Reine Almqvist. Actuellement, il est directeur général du club suédois du Landskrona BoIS,.